# Fuentealbilla
Fuentealbilla est une commune d'Espagne de la province d'Albacete dans la communauté autonome de Castille-La Manche.

## Géographie
Fuentealbilla se trouve à 43 km d'Albacete, capitale de la province. La commune a deux hameaux (pedanías) : Bormate et Campoalbillo. C'est à Fuentealbilla qu'est né le footballeur international espagnol Andrés Iniesta.

## Histoire
Avant la romanisation, le territoire était habité par les Ibères. La ville est connue pour ses salines, exploitées depuis l'époque romaine jusqu'aux années 1990. De la période romaine, il reste également une citerne du IIIe siècle.

## Administration
| Période                                  | Période | Identité               | Étiquette | Qualité |
| ---------------------------------------- | ------- | ---------------------- | --------- | ------- |
| Les données manquantes sont à compléter. |         |                        |           |         |
| 2015                                     |         | Ángel Salmerón Garrido | PP        |         |

## Personnalités liées à la commune
- Andrés Iniesta (11 mai 1984-), ancien joueur de football champion du monde avec l'Espagne, est originaire de la commune.